# Nyctemera interlecta
Nyctemera interlecta là một loài bướm đêm thuộc phân họ Arctiinae, họ Erebidae.